# سرطان أزرق سابح
سرطان الأزرق السابح (الاسم العلمي:  Portunus armatus) أو سرطان الزهر، السرطان الأزرق، سرطان المن الأزرق، سرطان الرمل، والقبقب، كلها مسميات لسرطان بحري كبير يتواجد في المصبات المأدّية للمحيط الهندي وغرب المحيط الهندي، وفي هجرة لسبسية أصبح متواجدا في البحر الأبيض المتوسط. الاسم «سرطان الزهر» يستخدم في دول شرق أسيا وبينما تستخدم الأسماء الأخرى في أستراليا. تتوزع السرطانات بشكل كبير في شرق أفريقيا، جنوب شرق أسيا، شرق أسيا، أستراليا، والخليج العربي،ونيوزيلندا،وإندونوسيا.

## الوصف
تكون الذكور زرقاء فاتحة اللون، مع بقع بيضاء وكلابات طويلة على نحو مميز، بينما الإناث تكون خضراء/بنية باهتة اللون، بذبل درع قرني مدور. يمكن أن يصل طول الدرع القني حتى 20 سم متر في العرض

## السلوك
يبقوا منغمرين تحت الرمل أو الطين في أغلب الوقت، خصوصاً خلال وقت النهار والشتاء، والذي يفسر لما احتوائهم على حجم كبير من الأمونيوم (NH4+) و الأمونيا (NH3)[3][1]. يخرجو ليتغذوا خلال فترات المد والجزر ويتغذوا على العديد من الكائنات الحية مال كذوات الصدفتين والأسماك والطحالب الكبيرة. وهم سباحون ماهرون، بشكل كبير بسبب الأرجل المسطحة التي تجمع مجاديف.

## تسميات

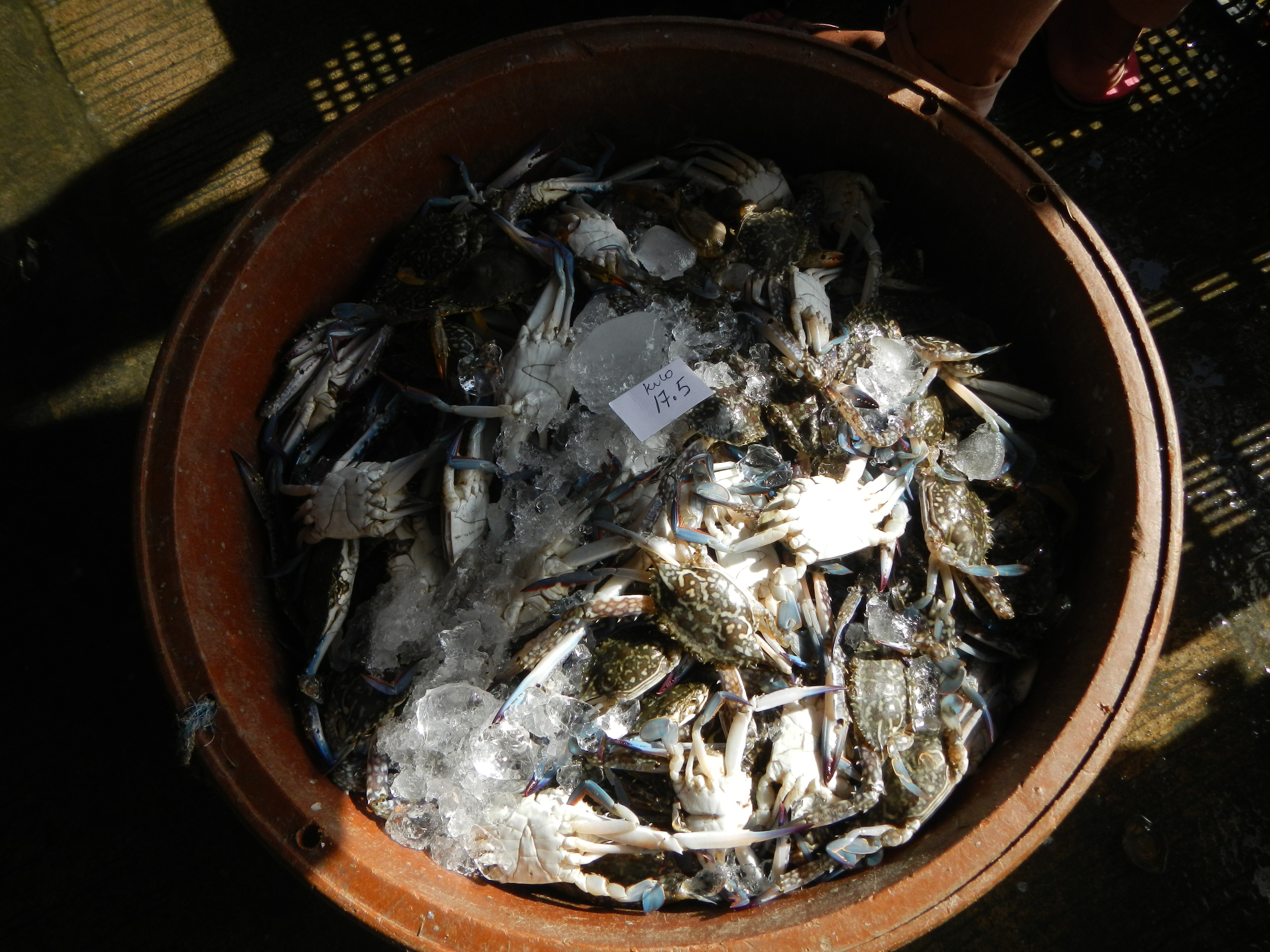
يسمى السرطان الأزرق السابح في تونس بداعش

داعش هي الكنية المستعملة في تونس لتسمية السرطان الأزرق السابح بسبب سلوكه العدواني ومهاجمته الأسماك والشباك. وقد وصل هذا الجنس من القشريات إلى خليج قابس عبر هجرته اللسبسية فترة إنشاء تنظيم الدولة الإسلامية (داعش).